# Csehély Aladár
Csehély Aladár (Székelyudvarhely, 1895. október 4. – Budapest, 1964. november 7.) nyugalmazott gimnáziumi tanár, a Magyar Gyorsírók Országos Szövetségének alapító tagja, újjászervezésétől alelnöke, a volt Irodai Gyorsírókat és Gépírókat Vizsgáló Országos Bizottság elnöke, az Országos Gyorsíró- és Gépíró-Versenybizottság volt alelnöke.

## Életpályája
A budapesti egyetemen szerzett magyar–német szakos középiskolai tanári diplomát. 1919-től, Budapesten gimnáziumi tanár volt. Fontos szerepe volt a Magyar Gyorsírók Országos Szövetségének 1925-ben történt megalakításában. 1927-től az Irodai Gyorsírókat és Gépírókat Vizsgáló Országos Bizottság tagja, később titkára, majd elnöke volt a bizottság 1950-ben történt megszüntetéséig. 1930–1944 között felelős szerkesztője volt a Gyorsírástudomány című szaklapnak. 
Az egységes m. gyorsírás jeles szakembere, számos elméleti tanulmány, ismertetés és segédkönyv szerzője. A beszédgyorsírás fejlődésének évtizedekre irányt szabott Radnai Bélával együtt összeállított Nagy rövidítésgyűjtemény (Budapest, 1935) című munkája.

## Családja
Szülei: Csehély Adolf (1854–1904) állami főreáliskolai tanár és Becsek Eszter voltak. 1937-ben, Budapesten házasságot kötött Kakujay Olgával. Fia, Dr. Csehély Endre volt.
Temetése a Farkasréti temetőben történt (608-473. templomi fülke).

## Művei
- Nagy rövidítésgyűjtemény (Radnai Bélával, Budapest, 1935)